# Banbury United FC
Banbury United Football Club is een Engelse voetbalclub uit Banbury. De club komt uit in de Southern League Premier Division Central, het zevende niveau van het Engelse voetbal. Thuiswedstrijden worden afgewerkt in het Spencer Stadium.
De beste prestatie van de club in de FA Cup is het bereiken van de eerste ronde, in 1947/48, 1961/62, 1972/73, 1973/74, 2020/21 en 2021/22. Het beste resultaat in de FA Trophy is de achtste finale (2022/23).
De club kwam één seizoen (2023/24) uit in de National League North, niveau zes van het Engelse voetbal.

## Erelijst
- Southern League
  - Premier Division Central 2021/22
- Hellenic League
  - Premier Division 1999/00
- Oxfordshire Senior League
  - Kampioen 1934/35
- Oxfordshire Junior League
  - Banbury Division kampioen 1933/34
- Oxfordshire Senior Cup
  - Winnaar 1978/79, 1987/88, 2003/04, 2005/06, 2006/07, 2014/15
- Buckingham Charity Cup
  - Winnaar 2001/02, 2011/12, 2012/13, 2013/14, 2015/16

## Bekende (oud-)spelers
- Manny Duku
- Norman Sylla

Premier Central:
Alvechurch ·
Banbury United ·
Barwell ·
Bedford Town ·
Biggleswade Town ·
Bishop's Stortford ·
Bromsgrove Sporting ·
Coalville Town ·
Halesowen Town ·
Harborough Town ·
Kettering Town ·
Leiston ·
Lowestoft Town ·
Redditch United ·
Royston Town ·
Spalding United ·
St Ives Town ·
Stamford ·
Stourbridge ·
Stratford Town ·
Sudbury ·
Telford United

Premier South:
Basingstoke Town ·
Bracknell Town ·
Chertsey Town ·
Dorchester Town ·
Frome Town ·
Gloucester City ·
Gosport Borough ·
Hanwell Town ·
Havant & Waterlooville ·
Hungerford Town ·
Marlow ·
Merthyr Town ·
Plymouth Parkway ·
Poole Town ·
Sholing ·
Swindon Supermarine ·
Taunton Town ·
Tiverton Town ·
Totton ·
Walton & Hersham ·
Wimborne Town ·
Winchester City